# ポール＝コンスタン・ソワイエ
ポール＝コンスタン・ソワイエ（Paul-Constant Soyer、1823年2月24日 - 1903年5月19日）は、フランスの画家である。風俗画を描いた「エクアン派」と呼ばれる画家グループの一人である。

## 略歴
パリで書店主の息子に生まれた。母親は版画家で、母方の祖父は、画家、美術史家でルーブル美術館の学芸員を務めたシャルル＝ポール・ランドン（Charles-Paul Landon: 1760-1826）であった。パリ国立高等美術学校でレオン・コニエに学び、はじめ宗教画を描き、2点ほどの公共機関からの注文を受けたが、宗教画で評価されることは無かった。肖像画を描いた後、風俗画に転じ、パリ郊外のエクアン(Écouen)に住む人気のある風俗画家のピエール＝エドゥアール・フレール（1819-1886）と親しくなり、ともに活動するようになった。エクアンには、各国から多くの画家が訪れるようになり、「エクアン派(École Écouen)」と呼ばれる画家のグループが形成された。ソワイエは1860年代の初めにフランスを訪れたアメリカ人画家、メアリー・カサット（1844-1926）も指導したとされる。
1847年からパリのサロンに出展し、1870年に入賞し、1882年に2等のメダルを受賞した。
1903年にエクアンで亡くなった。1906年にエクアンにソワイエを記念するモニュメントが作られた。

## 作品

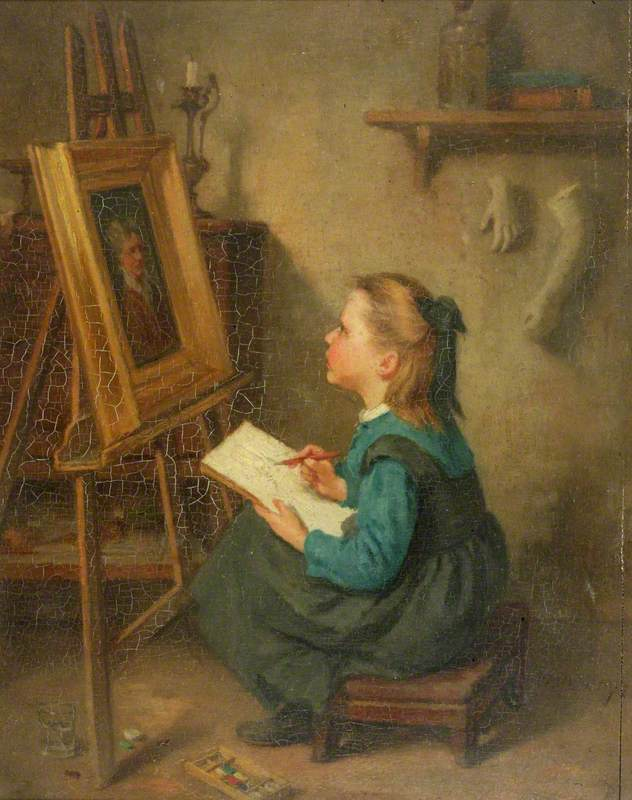
少女画家 マンチェスター市立美術館
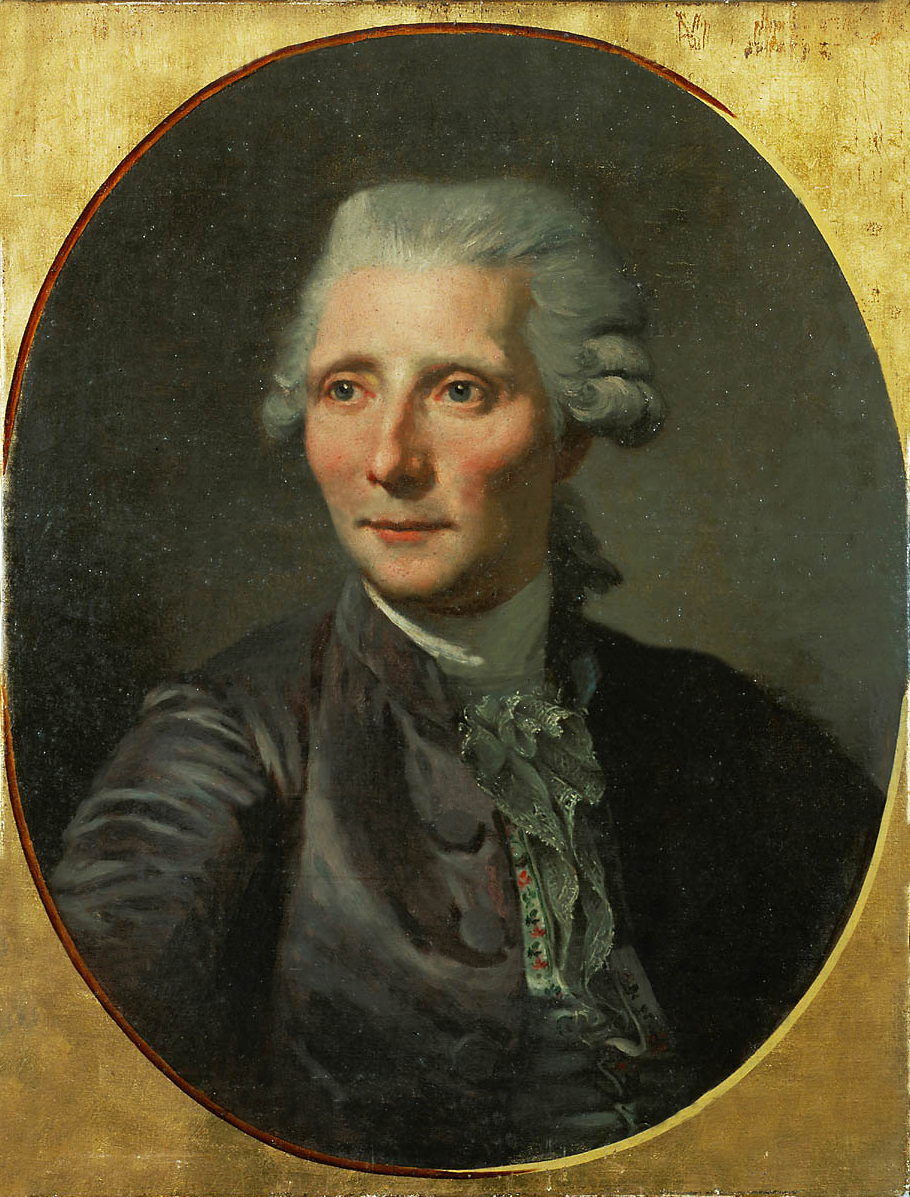
18世紀の肖像画の模写
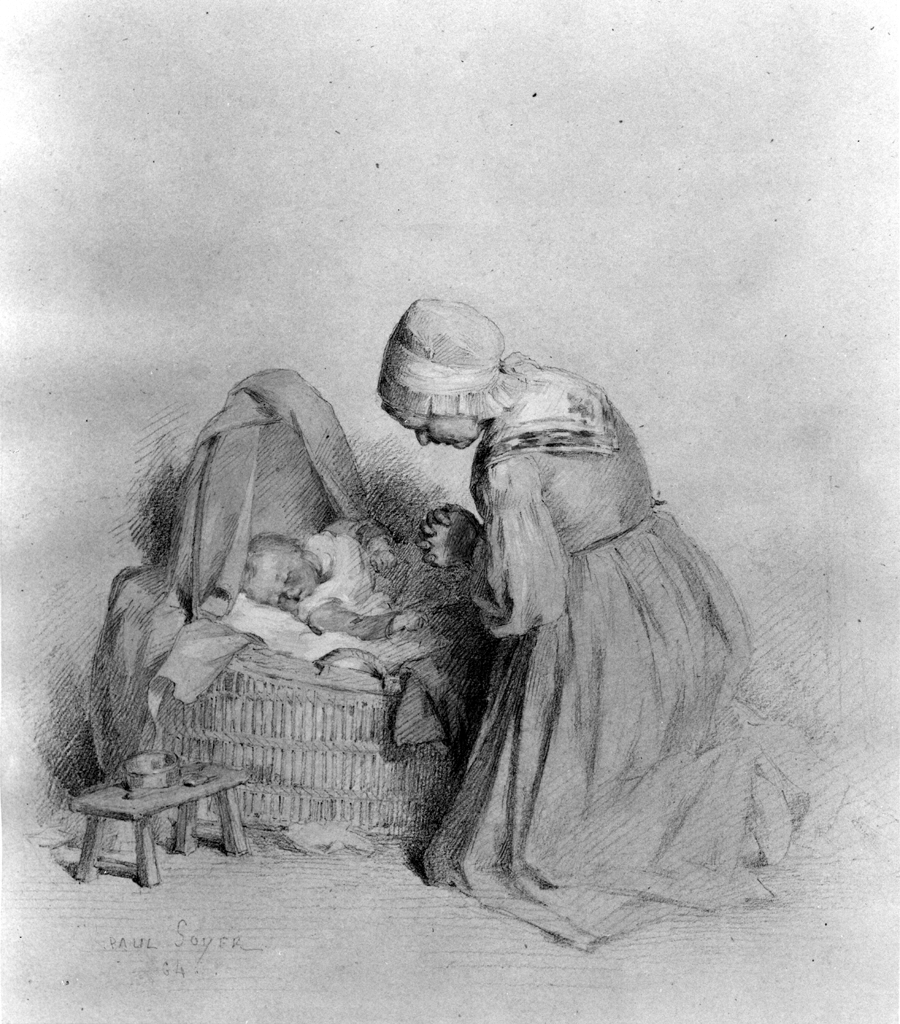
揺り籠の赤ん坊の側で祈る女性(版画) ウォルターズ美術館
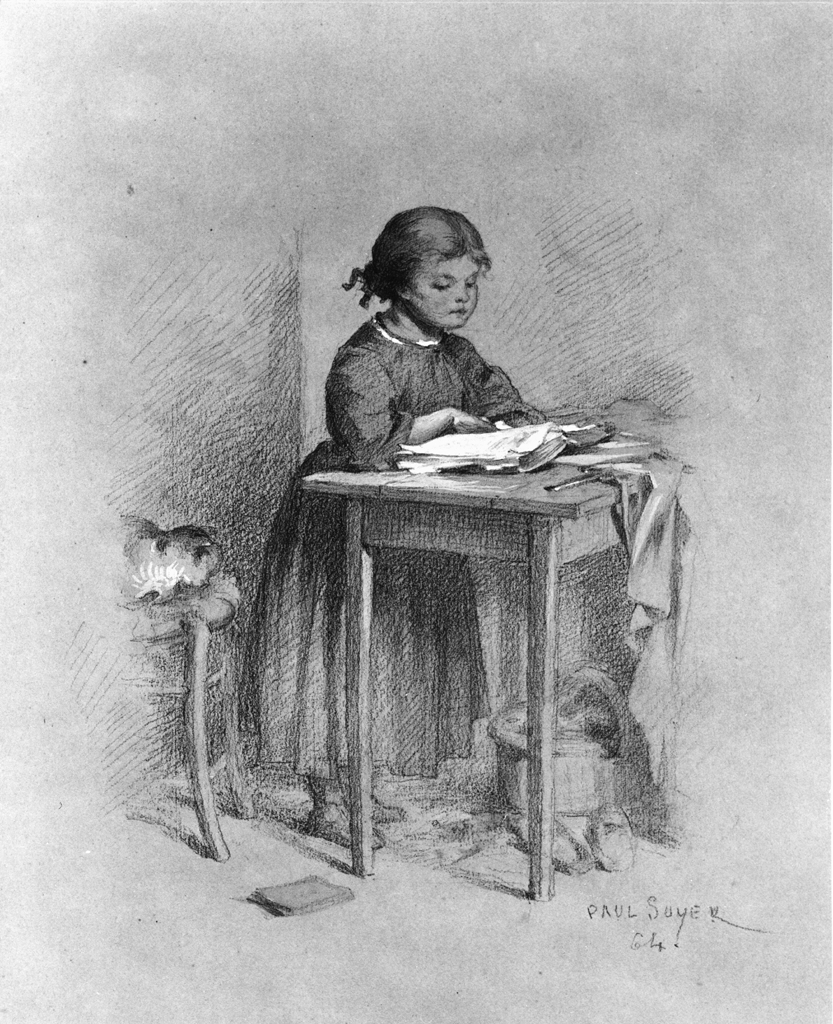
本を読む少女(版画) ウォルターズ美術館